# HMS Eagle (1946)
HMS Eagle (numer taktyczny R05) to brytyjski lotniskowiec, w służbie w latach 1951–1972. Był to, razem z półbliźniaczym „Ark Royal”, największy lotniskowiec marynarki brytyjskiej Royal Navy i największy lotniskowiec zbudowany w Europie Zachodniej do czasu lotniskowców Queen Elizabeth. Był to 15. brytyjski okręt noszący tę nazwę (ang. orzeł).

## Budowa
Geneza lotniskowca „Eagle” sięga II wojny światowej, kiedy to dla marynarki brytyjskiej zaprojektowano nowy typ dużych lotniskowców Audacious, stanowiących powiększone rozwinięcie typu Implacable. Podobnie jak poprzedniki, odznaczały się lekkim opancerzeniem. W latach 1942–1943 rozpoczęto budowę czterech okrętów tego typu: HMS „Audacious”, „Eagle”, „Africa” i „Ark Royal”. W związku z zakończeniem wojny, budowę pierwotnego „Eagle” i „Africa” anulowano, a „Ark Royal” zawieszono. W styczniu 1946 natomiast HMS „Audacious” przemianowano na HMS „Eagle”.
Stępkę pod HMS „Eagle” ex. „Audacious” położono 24 października 1942 w stoczni Harland and Wolff w Belfaście. Został on wodowany 19 marca 1946, a wszedł do służby 1 października 1951.

## Konstrukcja i modernizacje
Po wejściu do służby „Eagle” nie różnił się zasadniczo od lotniskowców okresu II wojny światowej, mając prostokątny pokład lotniczy i dość silne uzbrojenie artyleryjskie w postaci 16 dział uniwersalnych kalibru 114 mm i licznych działek plot 40 mm, naprowadzanych radarem. Posiadał dwa hangary dla samolotów: górny o wymiarach (długość / szerokość / wysokość) 124,66 × 20,4 × 5,33 m i dolny o wymiarach 52,4 × 16,4 × 5,33 m. Hangary były połączone z pokładem lotniczym dwoma podnośnikami samolotów, umieszczonymi centralnie w osi kadłuba na rufie i przed śródokręciem.

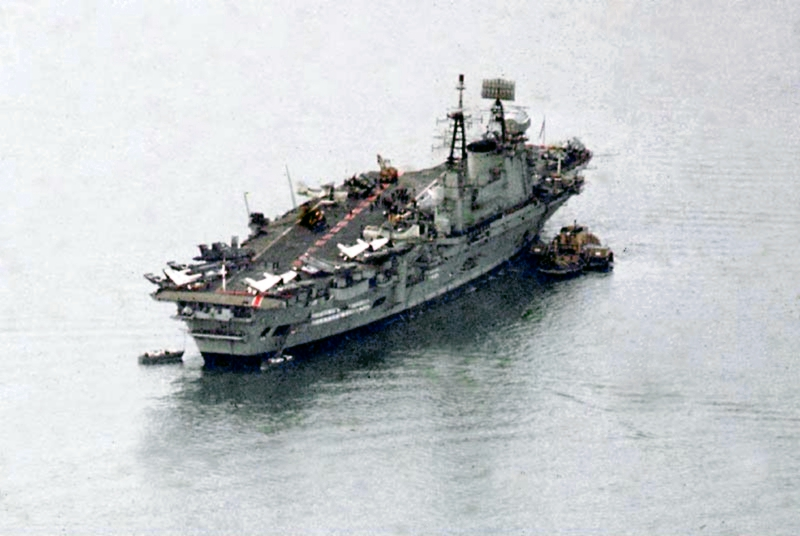
„Eagle” w 1970, po głównej przebudowie

„Eagle” następnie był szereg razy przebudowywany. Od maja 1954 do lutego 1955 przeszedł modernizację w Devonport, po której otrzymał częściowo wystający poza lewą burtę skośny pokład do lądowania, którego oś wytyczona była pod kątem 5,5° do osi kadłuba. Zainstalowano też nowy system świateł wspomagających lądowanie.
Od listopada 1955 do kwietnia 1956 okręt był remontowany, a od stycznia do czerwca 1957 przeszedł niewielką modernizację. Od października 1959 do maja 1964 przeszedł gruntowną przebudowę w Devonport. Podczas niej, otrzymał szerszy pokład, ze sponsonem wystającym poza lewą burtę, z odchylonym w lewo pod kątem 8,5° pasem do lądowania. Otrzymał też nowe mocniejsze katapulty parowe. Przebudowano nadbudówkę i zmodernizowano wyposażenie elektroniczne. Usunięto dziobowe wieże dział 114 mm (pozostało dalej 8 dział na rufie) oraz działka 40 mm. W zamian zainstalowano 6 wyrzutni rakiet plot bliskiego zasięgu Sea Cat na sponsonach na burtach.

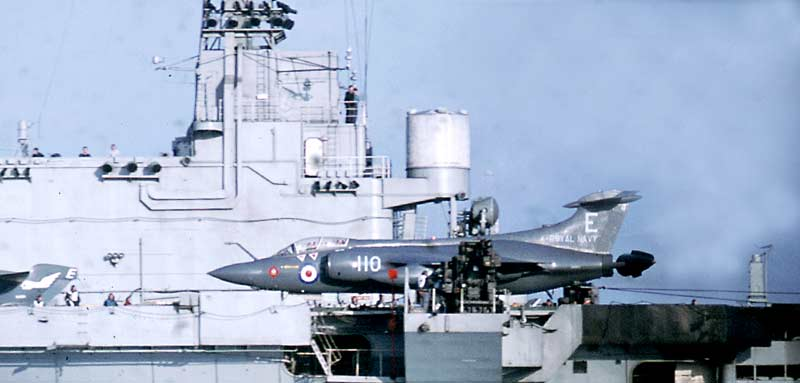
Buccaneer po wylądowaniu na „Eagle”

Od listopada 1966 do kwietnia 1967 przeszedł kolejną niewielką modernizację w Devonport, po czym następną od października 1968 do marca 1969. Podczas ostatniej, przystosowano katapulty i aerofiniszery do myśliwców F-4 Phantom, które jednak nie bazowały na „Eagle”.
Początkowo grupa lotnicza „Eagle” obejmowała maksymalnie 53 samoloty i śmigłowce, od 1953 roku było to 45-47, od końca lat 60. – 41 maszyn. W latach 1951–1954 były to głównie odrzutowe samoloty myśliwsko-bombowe Supermarine Attacker, śmigłowe myśliwce przechwytujące de Havilland Sea Hornet, śmigłowe myśliwce Fairey Firefly, samoloty wczesnego ostrzegania Skyraider; w latach 1955–1959 samoloty myśliwsko-bombowe Hawker Sea Hawk, myśliwce przechwytujące de Havilland Sea Venom, turbośmigłowe samoloty szturmowe Westland Wyvern, zwalczania okrętów podwodnych (ZOP) Fairey Gannet i wczesnego ostrzegania Skyraider. Po modernizacji, od 1964 były to głównie bombowce taktyczne Blackburn Buccaneer, myśliwce przechwytujące de Havilland Sea Vixen, samoloty wczesnego ostrzegania Fairey Gannet i śmigłowce ZOP Westland Wessex. Wszystkie używane samoloty były poddźwiękowe.

## Służba
„Eagle” uczestniczył w licznych ćwiczeniach brytyjskiej Royal Navy oraz flot NATO, a także w działaniach bojowych. Od listopada 1956 jego samoloty atakowały cele egipskie podczas brytyjsko-francusko-izraelskiej agresji na Egipt (kryzysu sueskiego). W 1964 patrolował wody cieśniny Malakka w związku z kryzysem indonezyjskim. Następnie jego samoloty zapewniały ochronę powietrzną Zambii przed grożącą inwazją rodezyjską oraz brały udział w patrolach podczas blokady morskiej Rodezji.
Od kwietnia do września 1970 okręt był remontowany i dokowany. Mimo iż po modernizacji był jedną z najbardziej wartościowych jednostek tej klasy Royal Navy, padł ofiarą wycofywania floty lotniskowców w latach 70. HMS „Eagle” został wycofany do rezerwy 26 stycznia 1972. Następnie stacjonował w Plymouth, służąc jako źródło części zamiennych dla półbliźniaczego „Ark Royal”. Ostatecznie wycofany ze służby w październiku 1978 i sprzedany na złom.
„Eagle” wraz z „Ark Royal” były największymi lotniskowcami zbudowanymi do tej pory (2006) w Europie Zachodniej, a zarazem jednymi z największych okrętów tam zbudowanych, nieco mniejszymi jedynie od pancernika HMS Vanguard (według niektórych źródeł, większymi pod względem wyporności pełnej, przy czym według niektórych danych, „Eagle” był nieco większy od „Ark Royal”). Były także największymi lotniskowcami zbudowanymi w całej Europie do czasu budowy rosyjskiego „Admirała Kuzniecowa”. Przyczyną wycofania „Eagle” było nieprzystosowanie go do bazowania myśliwców F-4 Phantom, mimo że po modernizacji z 1969 wymagało to już tylko drobnych nakładów.

## Dane taktyczno – techniczne

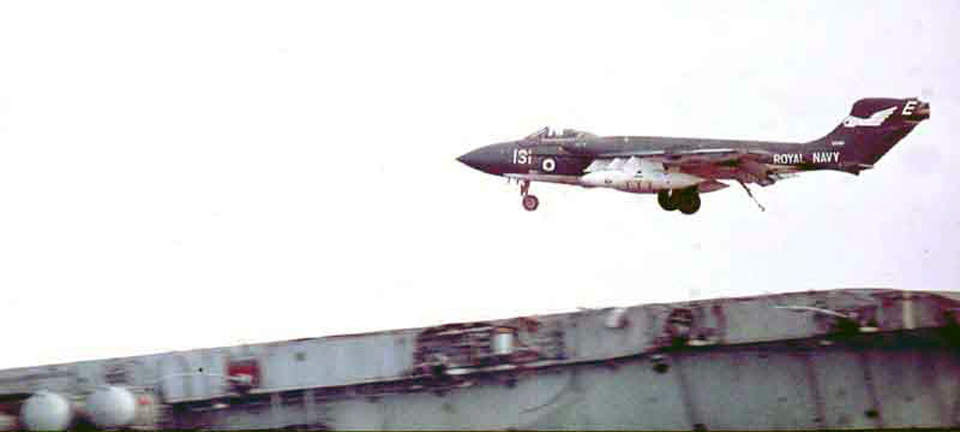
Sea Vixen lądujący na „Eagle”

### Uzbrojenie
- po zbudowaniu
  - 16 dział uniwersalnych 114 mm w wieżach (8xII)
  - 61 działek plot 40 mm Bofors (8xVI, 2xII, 9xI)
- od 1964
  - 8 dział uniwersalnych 114 mm w wieżach (4xII)
  - 6 wyrzutni pocisków przeciwlotniczych krótkiego zasięgu Seacat

### Grupa lotnicza
- do 53 samolotów i śmigłowców. Przykładowe zestawienia:
- 1952:
  - 53: 16 Supermarine Attacker FB (myśl-bomb.), 16 Fairey Firefly FR (myśl.), 8 Blackburn Firebrand TF4 (myśl-bomb.), 8 de Havilland Sea Hornet NF21 (myśl.), 4 Skyraider AEW1 (wczesn. ostrz.), 1 śmigłowiec Dragonfly HR (ratowniczy)
- 1956:
  - 41: 16 Sea Hawk FGA6 (myśl-bomb.), 14 Sea Venom FAW21 (myśl.), 6 Westland Wyvern S4 (szturm.), 6 Gannet AS4 (ZOP), 4 Skyraider AEW1 (wczesn. ostrz.), 1 śmigłowiec Dragonfly HR

- 1964:
  - 45: 14 Buccaneer S1 (bomb.), 16 Sea Vixen FAW2 (myśl.), 4 Scimitar F1 (tankowce), 4 Gannet AEW3 (wczesn. ostrz.), 1 Gannet COD4 (transp.), 5 śmigłowców Wessex HAS1 (ZOP), 1 śmigłowiec Whirlwind HAR5 (ratunkowy)
- 1967:
  - 41: 14 Buccaneer S2 (bomb.), 16 Sea Vixen FAW2 (myśl.), 4 Gannet AEW3 (wczesn. ostrz.), 1 Gannet COD4 (transp.), 5 śmigłowców Wessex HAS3 (ZOP), 1 śmigłowiec Wessex HAS1 (ratunkowy)

### Opancerzenie
- burty: pas pancerny 114 mm, ściany hanagaru 38 mm
- pokład lotniczy: 38–102 mm
- pokład hangaru: 25–63 mm